# 武功站

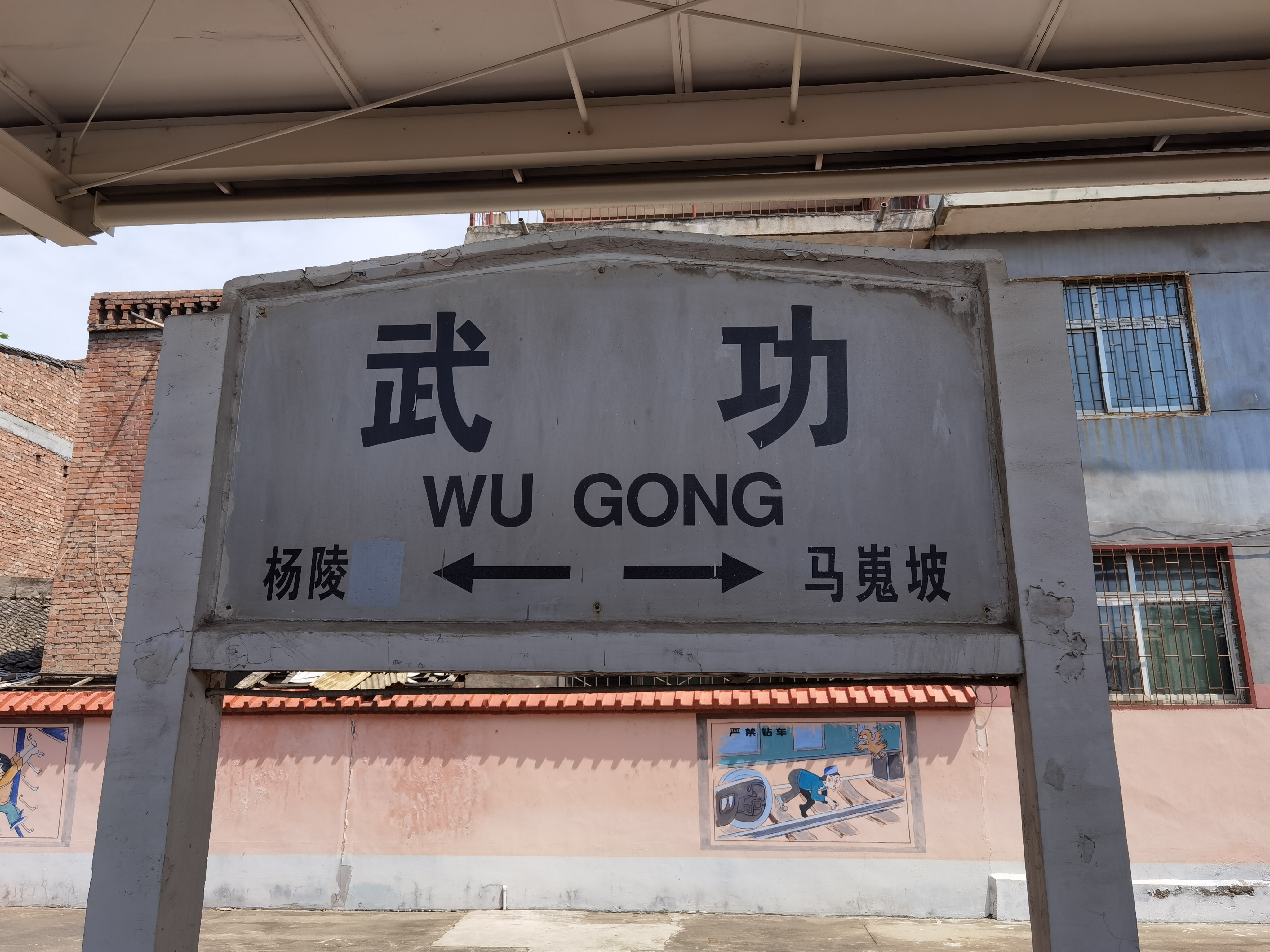
武功站站牌

武功站是一个陇海线上的铁路车站，位于陕西省咸阳市武功县普集镇，建于1936年，目前为三等站，邮政编码为712200。目前客运：办理旅客乘降；行李、包裹托运；货运：办理整车、零担货物发到；不办理整车爆炸品及一级氧化剂发到；不办理活牲畜到达。